# Victor de Riqueti

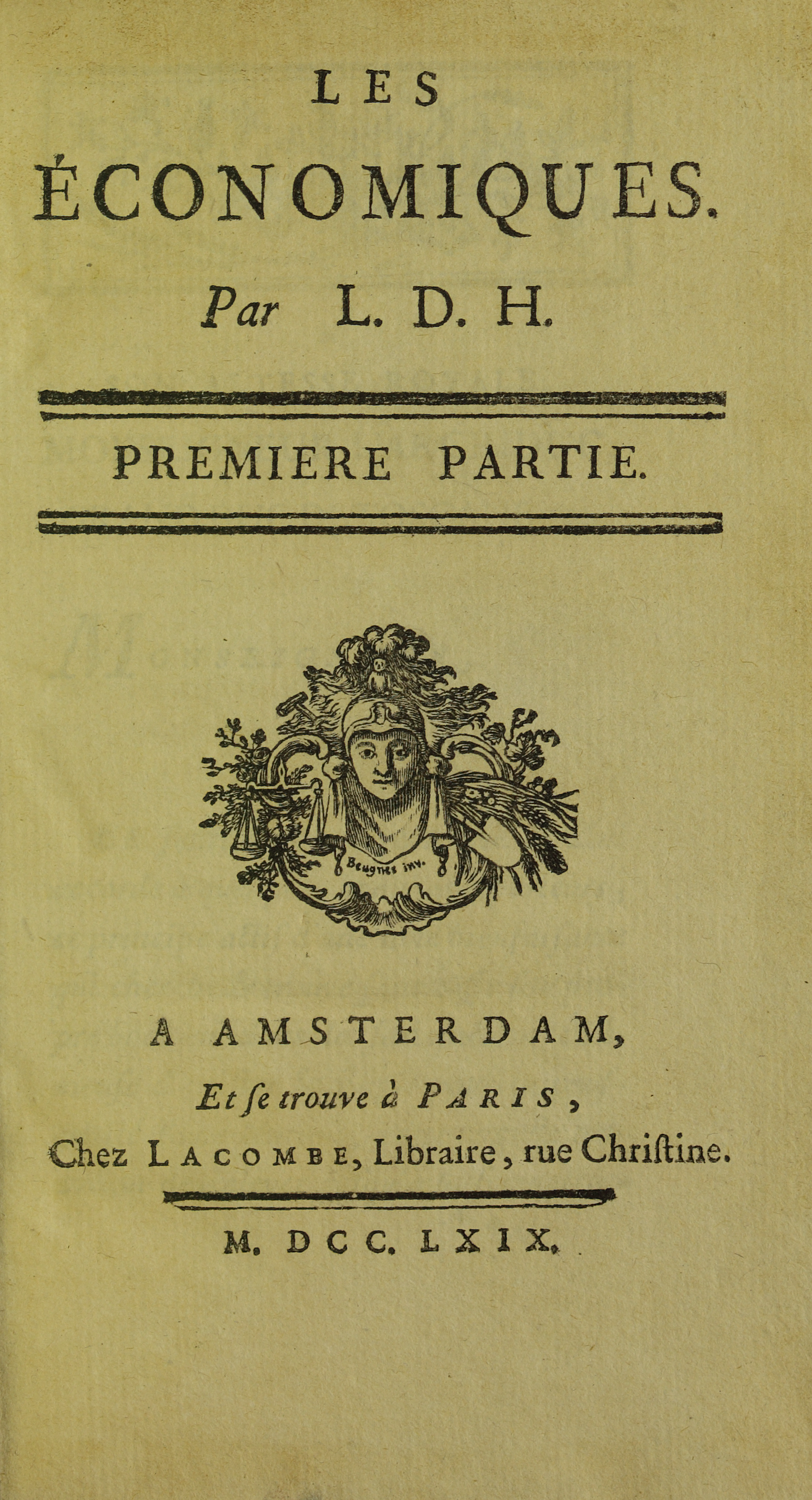
Economiques, 1769

Victor de Riqueti, Markies van Mirabeau (Pertuis, 5 oktober 1715 - Argenteuil, 13 juli 1789) was een Frans econoom (fysiocraat).
De Markies van Mirabeau had een (kleine) carrière in het Franse leger achter de rug voordat hij zich terugtrok op het landgoed van de familie, alwaar hij zich bezig ging houden met het schrijven van politieke en economische werken. Het werk Ami des hommes au trait de la population van Mirabeau had een grote invloed op François Quesnay.
Hij was de vader (de 'Oude Mirabeau') van de revolutionair Honoré Gabriel de Riqueti (Mirabeau). Hij was ook de vader van de libertijnse salonnière Louise de Mirabeau, markiezin van Cabris, die hij in een klooster liet opsluiten met lettres de cachet.

## Publicaties
- Testament Politique (1747)
- Utilité des états provinciaux (1750)
- L'ami des hommes: ou, Traité de la population (1756)
- Théorie de l'impot (1760)
- Philosophie rurale (1763)
- Journal de l'agriculture, du commerce, et des finances (1765)
- Les économiques (1769)
- La science ou Les droits et les devoirs de l’homme (1774)

- Bibsys: 7032824
- Biblioteca Nacional de España: XX5051836
- Bibliothèque nationale de France: cb12016411v (data)
- Catàleg d'autoritats de noms i títols de Catalunya: 981058513754506706
- CiNii: DA02848886
- Digitale Bibliotheek voor de Nederlandse Letteren: mira011
- Gemeinsame Normdatei: 11878420X
- International Standard Name Identifier: 0000 0000 8076 7033
- KulturNav: ba602f16-432c-4a9a-b094-159a1b2995f0
- Library of Congress Control Number: n50077253
- Nationale Bibliotheek van Tsjechië: ola2007364871
- Nationale bibliotheek van Australië: 35355271
- Nationale Bibliotheek van Israël: 987007279172105171
- Nationale Bibliotheek van Polen: a0000002353835
- Nationale en Universitaire bibliotheek Zagreb: 000565039
- Nederlandse Thesaurus van Auteursnamen: 070041628
- Réseau des bibliothèques de Suisse occidentale: 02-A000114483
- Istituto Centrale per il Catalogo Unico: UMCV031725
- LIBRIS: 312270
- SNAC: w67s8fc8
- Système universitaire de documentation: 028300513
- Trove: 923423
- Virtual International Authority File: 27076884
- WorldCat: E39PBJh8QfCfDqryc8bChxvmBP